# Couleurs Télévision
 (avril 2021).
Si vous disposez d'ouvrages ou d'articles de référence ou si vous connaissez des sites web de qualité traitant du thème abordé ici, merci de compléter l'article en donnant les références utiles à sa vérifiabilité et en les liant à la section « Notes et références ».
 (avril 2021).
La mise en forme du texte ne suit pas les recommandations de Wikipédia : il faut le « wikifier ».
Les points d'amélioration suivants sont les cas les plus fréquents. Le détail des points à revoir est peut-être précisé sur la page de discussion.
- Les titres sont pré-formatés par le logiciel. Ils ne sont ni en capitales, ni en gras.
- Le texte ne doit pas être écrit en capitales (les noms de famille non plus), ni en gras, ni en italique, ni en « petit »…
- Le gras n'est utilisé que pour surligner le titre de l'article dans l'introduction, une seule fois.
- L'italique est rarement utilisé : mots en langue étrangère, titres d'œuvres, noms de bateaux, etc.
- Les citations ne sont pas en italique mais en corps de texte normal. Elles sont entourées par des guillemets français : « et ».
- Les listes à puces sont à éviter, des paragraphes rédigés étant largement préférés. Les tableaux sont à réserver à la présentation de données structurées (résultats, etc.).
- Les appels de note de bas de page (petits chiffres en exposant, introduits par l'outil «  Source ») sont à placer entre la fin de phrase et le point final[comme ça].
- Les liens internes (vers d'autres articles de Wikipédia) sont à choisir avec parcimonie. Créez des liens vers des articles approfondissant le sujet. Les termes génériques sans rapport avec le sujet sont à éviter, ainsi que les répétitions de liens vers un même terme.
- Les liens externes sont à placer uniquement dans une section « Liens externes », à la fin de l'article. Ces liens sont à choisir avec parcimonie suivant les règles définies. Si un lien sert de source à l'article, son insertion dans le texte est à faire par les notes de bas de page.
- La présentation des références doit suivre les conventions bibliographiques. Il est recommandé d'utiliser les modèles {{Ouvrage}}, {{Chapitre}}, {{Article}}, {{Lien web}} et/ou {{Bibliographie}}. Le mode d'édition visuel peut mettre en forme automatiquement les références.
- Insérer une infobox (cadre d'informations à droite) n'est pas obligatoire pour parachever la mise en page.

Pour une aide détaillée, merci de consulter Aide:Wikification.
Si vous pensez que ces points ont été résolus, vous pouvez retirer ce bandeau et améliorer la mise en forme d'un autre article.
Couleurs Télévision (RDC) aussi écrite « Couleurs Tv » est l'une des principales chaînes de télévision émettant 24h/24 depuis Kinshasa, capitale de la république démocratique du Congo (RDC). C'est une chaîne de télévision privée à caractère commercial, principalement financée par la publicité.  
Couleurs TV se maintient dans le top 10 des chaînes le plus regardées, selon les classements d'études d'audiences des chaînes nationales sur Kinshasa.    

## Couverture
En 2020, Couleurs Télévision couvre deux zones urbaines touchant au total près de 250 000 foyers, soit 1,550 million de citoyens : le grand Kinshasa, touchant environ 200 000 foyers équipés de postes de télévision, soit approximativement 1,2 million de personnes ; et la ville de Brazzaville, capitale de la république du Congo, touchant ainsi près de 50 000 foyers TV, soit environ 350 000 habitants, ainsi que les provinces avoisinantes. 

## Audience
Couleurs TV entre dans le top 10 des classements d'études d'audiences (sondages Target sarl, Mra Baropub, et IPSOS) sur Kinshasa de 2015 à 2019 avec un pic à la 6e position des chaînes de télévision les plus regardées en 2017. 

## Technologies de diffusion
Couleurs Télévision émet en analogique et en numérique terrestre, sur la bande 230-237 Mhz en S-VHF, et sur le canal 18 de la TNT (télévision numérique terrestre) publique, le tout en accès gratuit (free to air). La définition d'image est en SD wide (Standard definition pour définition standard).

## Programmes
Couleurs TV propose un contenu généraliste orienté vers le divertissement, la culture et l'éducation, en français et lingala.
Ses principales émissions en 2020 sont :
- Allo Stade (sport) ;
- Vérité en Face (société-reality show) ;
- les séries indiennes ;
- les séries télénovelas ;
- le théâtre congolais : Figures des stars de Batista, la Voix du peuple, Écurie Biso na Biso ;
- les films ;
- la musique urbaine et congolaise avec Jeep ya Rando ;
- les dessins animés.

## Historique
La chaîne de télévision est fondée en 2007 à l'initiative de l'ancien vice-président de la république Arthur Z'ahidi Ngoma. Son propriétaire est Olivier Masandi Ngoma. Le statut juridique de Couleurs Télévision est l'entreprise individuelle.
En 2008 Couleurs Tv est classée 22e chaîne la plus regardée à Kinshasa (Sondage Experts).
La direction générale est reprise par Olivier Masandi Ngoma à partir de novembre 2008 à ce jour[Quand ?].
En 2009 Couleurs Tv est classée 12e chaîne de télévision la plus regardée de Kinshasa, avec un grand choix de théâtre congolais et l'émission Allo Stade (Sondage Experts).
En 2010 la direction de programmes passe à  Tony « Show » Ndala.
En 2012 le directeur des programmes est Moscow Kabongo Musoko jusqu'à ce jour[Quand ?].
En 2015, portée par la série indienne (70 % d'audience de la chaîne), Couleurs Télévision devient la 10e chaîne la plus regardée de Kinshasa (Sondages Target, Mra Baropub).